# El forastero (película de 1937)
El forastero es una película argentina en blanco y negro dirigida por Antonio Ber Ciani sobre guion de Rogelio Cordone y Carlos Goicochea que se estrenó el 23 de febrero de 1937 y que tuvo como protagonistas a León Zárate, Irma Córdoba y Eloy Álvarez.

## Sinopsis
Un campesino debe emigrar a Buenos Aires después de haber perdido su propiedad por descuidar su trabajo.

## Reparto
- León Zárate ... Pantaleón Bermúdez
- Irma Córdoba ... Alicia
- Eloy Álvarez ... Don Agapito
- Concepción Sánchez ... Clarisa Rosales
- Dolores Dardés ... Doña Lorenza de Bermúdez
- Pepita Muñoz ... Doña Fabricia de Rosales
- Amelia Bence ... Susana Rosales
- José Mazzili
- Oscar Soldati
- Anita Jordán ... Jacinta
- Anselmo Aieta ... Juan Alberto
- Warly Ceriani ... Director de la radio

## Comentarios
Manrupe y Portela escriben que es una "comedia olvidada con reparto poco atractivo" y el crítico Calki opinó:

"Modesta, destaca su buena eficacia cómica... Antonio Ber Ciani ha sacado todo el provecho posible de un argumento que no ofrecía asidero para nada serio"